# Токарєво (Гагарінський район, село)
Токарєво (рос. Токарево) — село Гагарінського району Смоленської області Росії. Адміністративний центр Токарєвського сільського поселення.
Населення — 844 особи. 